# سیی (بلژیک)
شهر سیی (به فرانسوی: Silly) در شهرستان سوئنیه  در استان انو  در منطقه فدرال والوون در کشور بلژیک واقع شده‌است.